# Тракайський район
Тракайський район (Тракайське районне самоуправління, лит. Trakų rajono savivaldybė) — район у Вільнюському повіті. Центр — місто Тракай.

## Населення
Населення району — 37 003 чол. (2005).
З них:
- 52,9 % — литовці;
- 33,1 % — поляки;
- 8,5 % — росіяни;
- 2,3 % — білоруси;
- 0,2 % — караїми.

## Населені пункти

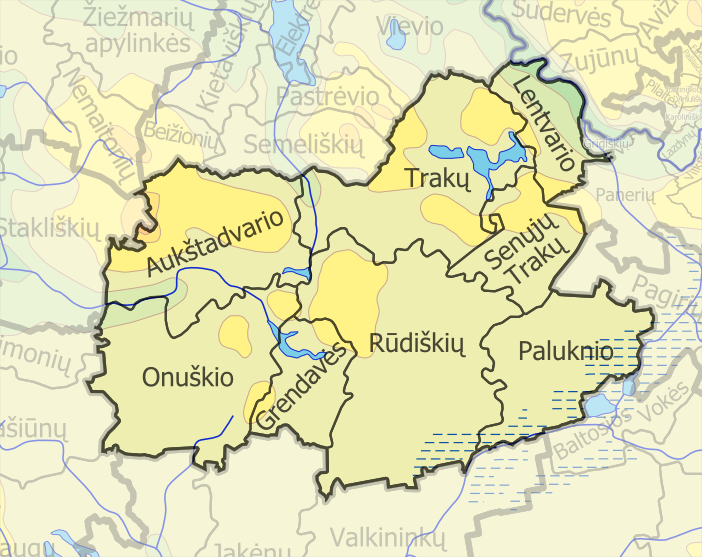
Староства Тракайського району

- 3 міста — Лентварис, Рудішкес і Тракай;
- 2 містечка — Аукштадварис і Онушкис;
- 440 сіл.

Чисельність населення (2001):
- Лентварис — 11 773;
- Тракай — 5725;
- Рудішкес — 2559;
- Сенеї-Тракай — 1501;
- Аукштадварис — 1031;
- Палукніс — 742;
- Онушкіс — 584;
- Жайздріай — 537.

## Адміністративний поділ
Район включає 8 староств:
- Аукштадварське (лит. Aukštadvario seniunija;)
- Грендавське (лит. Grendaves seniunija;)
- Лентвариське (лит. Lentvario seniunija;)
- Онушкиське (лит. Onuškio seniunija;)
- Палукниське (лит. Paluknio seniunija;)
- Рудзишкиське (лит. Rudiškiu seniunija;)
- Сенеїтракайське (лит. Senuju Traku seniunija;)
- Тракайське (лит. Traku seniunija;)

## Галерея

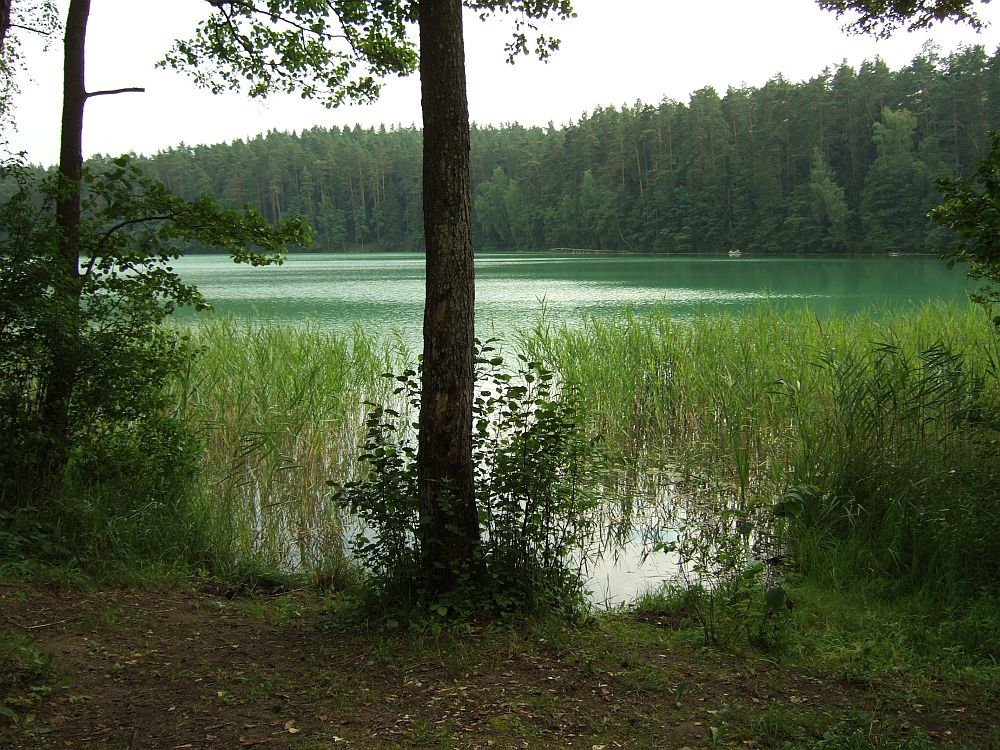
Озеро Спінджіус
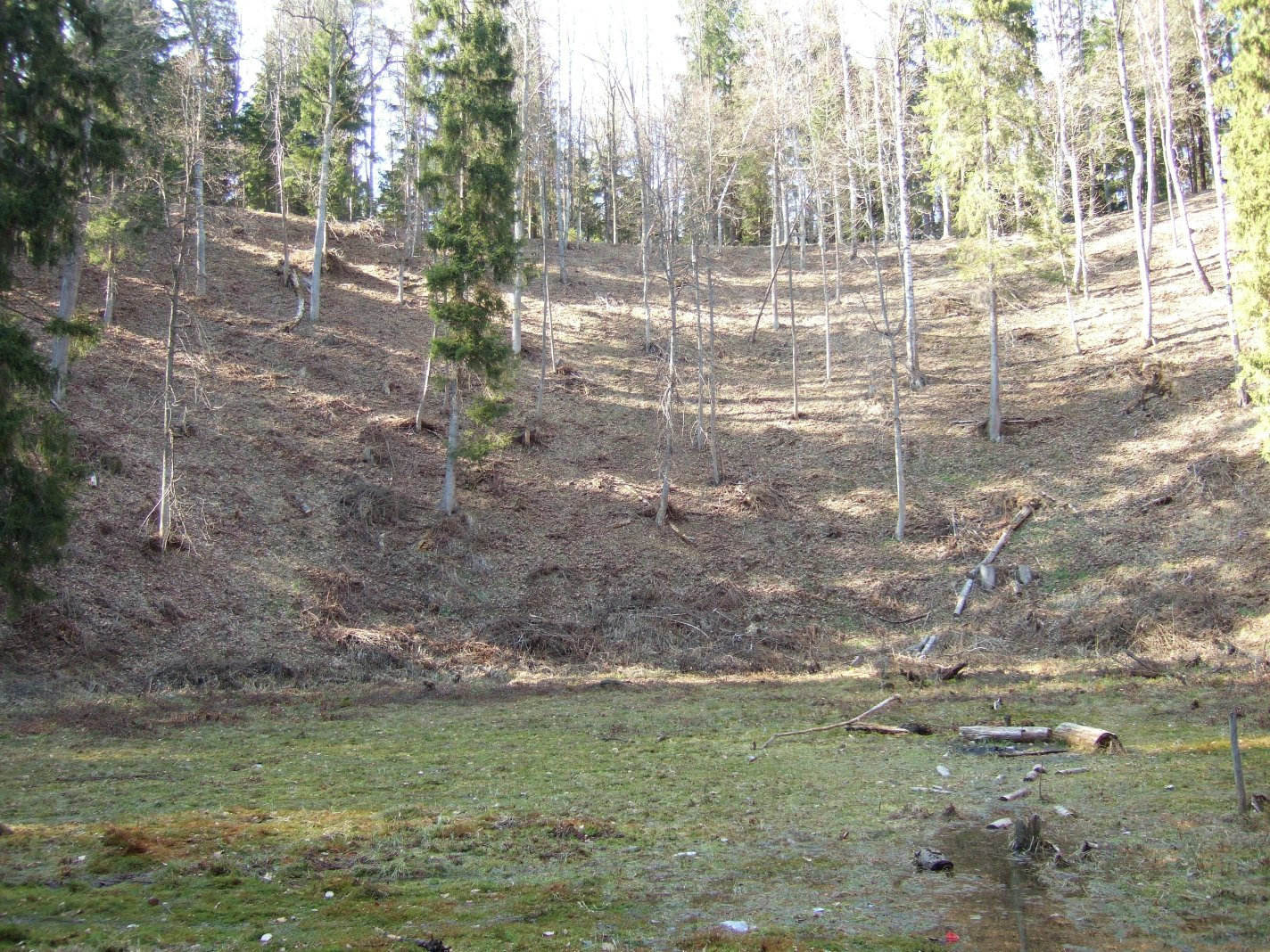
Чортова яма
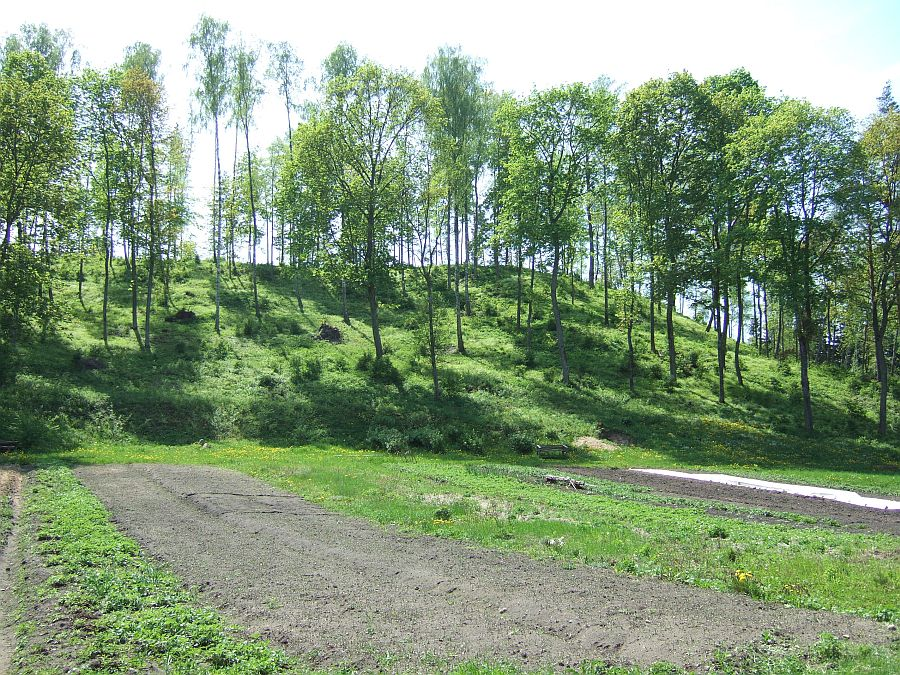
Курган Стірняй